# Claremont Institute
O Claremont Institute é um think tank conservador americano com sede em Upland, Califórnia. O instituto foi fundado em 1979 por quatro alunos de Harry V. Jaffa. O Instituto publica a "Claremont Review of Books", bem como outros livros e publicações.

## Histórico
O Claremont Institute foi fundado em 1979 por quatro alunos do teórico político Straussiano Harry V. Jaffa, um professor emérito do Claremont McKenna College e da Claremont Graduate University, embora o Instituto não tenha afiliação com nenhum dos Claremont Colleges. Sob Jaffa e Larry P. Arnn, o instituto tornou-se um importante think tank conservador influenciado por Strauss, publicando sobre tópicos como estadista, bolsa de estudos de Lincoln e questões conservadoras modernas. No final da década de 1990, o instituto lançou projetos com o objetivo de "justificar" os pais fundadores americanos das críticas progressistas à escravidão e outras questões.
Arnn serviu como seu presidente de 1985 até 2000, quando se tornou o décimo segundo presidente do Hillsdale College. Michael Pack atuou como presidente de 2015 a setembro de 2017. Ryan Williams, que atuou como Diretor de Operações da organização em 2013, foi nomeado presidente em 2017.
O instituto publica a "Claremont Review of Books" desde 2000 E também a "The American Mind".
O Claremont Institute tem vários programas de premiações, incluindo o "Publius", o "Lincoln Fellowship" e o "John Marshall Fellowship". Recentemente, o "Lincoln Fellowships" foi concedido para figuras como o promotor do Pizzagate Jack Posobiec, o apresentador de rádio de direita Mark Levin e a política de Delaware Christine O'Donnell. O Claremont Institute distribui o Ronald Reagan Freedom Medallion, que inclui recipientes como Sharron Angle, candidata ao Senado de Nevada em 2010.

### Conexões da administração Trump
O instituto foi um dos primeiros defensores de Donald Trump. O Daily Beast afirmou que Claremont "indiscutivelmente fez mais do que qualquer outro grupo para construir um caso filosófico para o tipo de conservadorismo de Trump".
Em setembro de 2016, a Claremont Review of Books do instituto publicou o editorial "The Flight 93 Election" de Michael Anton. O editorial, escrito sob um pseudônimo, comparou a perspectiva de conservadores deixarem Trump perder para Hillary Clinton na eleição presidencial de 2016 com os passageiros que não atacaram a cabine da aeronave da United Airlines sequestrada pela Al-Qaeda. O artigo se tornou viral e recebeu ampla cobertura em todo o espectro político. Rush Limbaugh dedicou um dia de sua série de rádio à leitura de todo o ensaio. Mais tarde, Anton serviria como conselheiro de segurança nacional do presidente Trump de 2017 a 2018.
Em 2019, Trump concedeu ao Instituto Claremont uma "National Humanities Medal".
O instituto causou polêmica ao conceder uma bolsa em 2019 ao teórico da conspiração de Pizzagate Jack Posobiec. A colunista da National Review, Mona Charen, escreveu que "Claremont se destaca por se fechar com este abraço do lado inferior bajulador da política americana". Em 2020, a revista Slate chamou o instituto de "um pântano de febre racista com profundas conexões com a cultura certo," citando a bolsa de Posobiec e a publicação de um ensaio de 2020 pelo colega sênior John Eastman que questionou a elegibilidade de Kamala Harris para a vice-presidência.
Durante a pandemia COVID-19 de 2020, o instituto recebeu entre US$ 350.000 e US$ 1 milhão em empréstimos para pequenas empresas apoiados pelo governo federal do Chain Bridge Bank como parte do Programa de Proteção ao Cheque de Pagamento. O instituto afirmou que isso permitiria reter 29 empregos.

## Publicações
O Claremont Institute publica a "Claremont Review of Books". O CRB é editado por Charles R. Kesler e apresenta colunas regulares de Martha Bayles e Mark Helprin. O Instituto também publica The American Mind. O vice-presidente de educação da Claremont, Matt Peterson, é o editor; e James Poulos é editor executivo. A publicação apresentou ensaios de Newt Gingrich, Sen. Todd Young, Sen. Marco Rubio, Rep. Jim Banks e Sen. Tom Cotton.
O Instituto também publica livros de estudiosos de Claremont. Acadêmicos de Claremont apresentam os podcasts “The American Story”, “The Roundtable” e “The Close Read”.